# NGC 7368
NGC 7368 est une galaxie spirale barrée vue par la tranche et située dans la constellation de la Grue. Cette galaxie a été découverte par l'astronome britannique John Herschel en 1836. Sa vitesse par rapport au fond diffus cosmologique est de 2 096 ± 19 km/s, ce qui correspond à une distance de Hubble de 30,9 ± 2,2 Mpc (∼101 millions d'al).
La classe de luminosité de NGC 7368 est II et elle présente une large raie HI. Elle renferme également des régions d'hydrogène ionisé.
À ce jour, 23 mesures non basées sur le décalage vers le rouge (redshift) donnent une distance de 31,935 ± 3,184 Mpc (∼104 millions d'al), ce qui est à l'intérieur des valeurs de la distance de Hubble.

## Groupe de NGC 7368
Selon A. M. Garcia, NGC 7368 est la principale galaxie d'un trio. Les deux autres galaxies du groupe de NGC 7368 sont ESO 345-46 et ESO 346-1.